# Нижняя Песочная
Нижняя Песочная, в верховьях Верхняя Песочная — река в России, протекает по территории Ловозерский района Мурманской области. Устье реки находится в 39 км по левому берегу реки Сухой. Длина реки — 22 км, площадь её водосборного бассейна — 115 км². Протекает через озеро Песочное (Нардъявр).

## Данные водного реестра
По данным государственного водного реестра России относится к Баренцево-Беломорскому бассейновому округу, водохозяйственный участок реки — реки бассейна Баренцева моря от восточной границы бассейна реки Воронья до западной границы бассейна реки Иоканга (мыс Святой Нос), речной подбассейн реки — подбассейн отсутствует. Речной бассейн реки — бассейны рек Кольского полуострова, впадает в Баренцево море.